# Rok Urbanc
Rok Urbanc (né le 28 février 1985 à Kranj, Carniole) est un sauteur à ski slovène. Il débute en Coupe du monde en 2003 et obtient son seul podium et victoire à Zakopane lors de la saison 2006-2007.

## Palmarès

### Championnats du monde
| Épreuve / Édition | Sapporo 2007 |
| Petit tremplin    | 47e          |
| Grand tremplin    | 33e          |
| Par équipes       | 10e          |

### Coupe du monde
- Meilleur classement général : 36e en 2007.
- 1 victoire individuelle.

#### Victoire
| Année | Lieu               |
| 2007  | Zakopane (Pologne) |

### Universiade
- Universiade d'hiver de 2005 :
  - Médaille d'or par équipes.

### Championnats du monde junior
| Épreuve / Édition | Schonach 2002 | Solleftea 2003 |
| Individuel        | 4e            | 4e             |
| Par équipes       | -             | Argent         |